# Saint-Marien
Saint-Marien település Franciaországban, Creuse megyében. Lakosainak száma 199 fő (2022. január 1.). Saint-Marien Préveranges, Saint-Priest-la-Marche, Boussac-Bourg, Bussière-Saint-Georges és Saint-Pierre-le-Bost községekkel határos.

## Népesség
A település népessége az elmúlt években az alábbi módon változott:
| Lakosok száma | 354  | 262  | 232  | 175  | 196  | 191  | 185  | 181  | 187  | 199  |
|               | 1968 | 1982 | 1990 | 2006 | 2013 | 2015 | 2017 | 2019 | 2020 | 2022 |